# Antifon

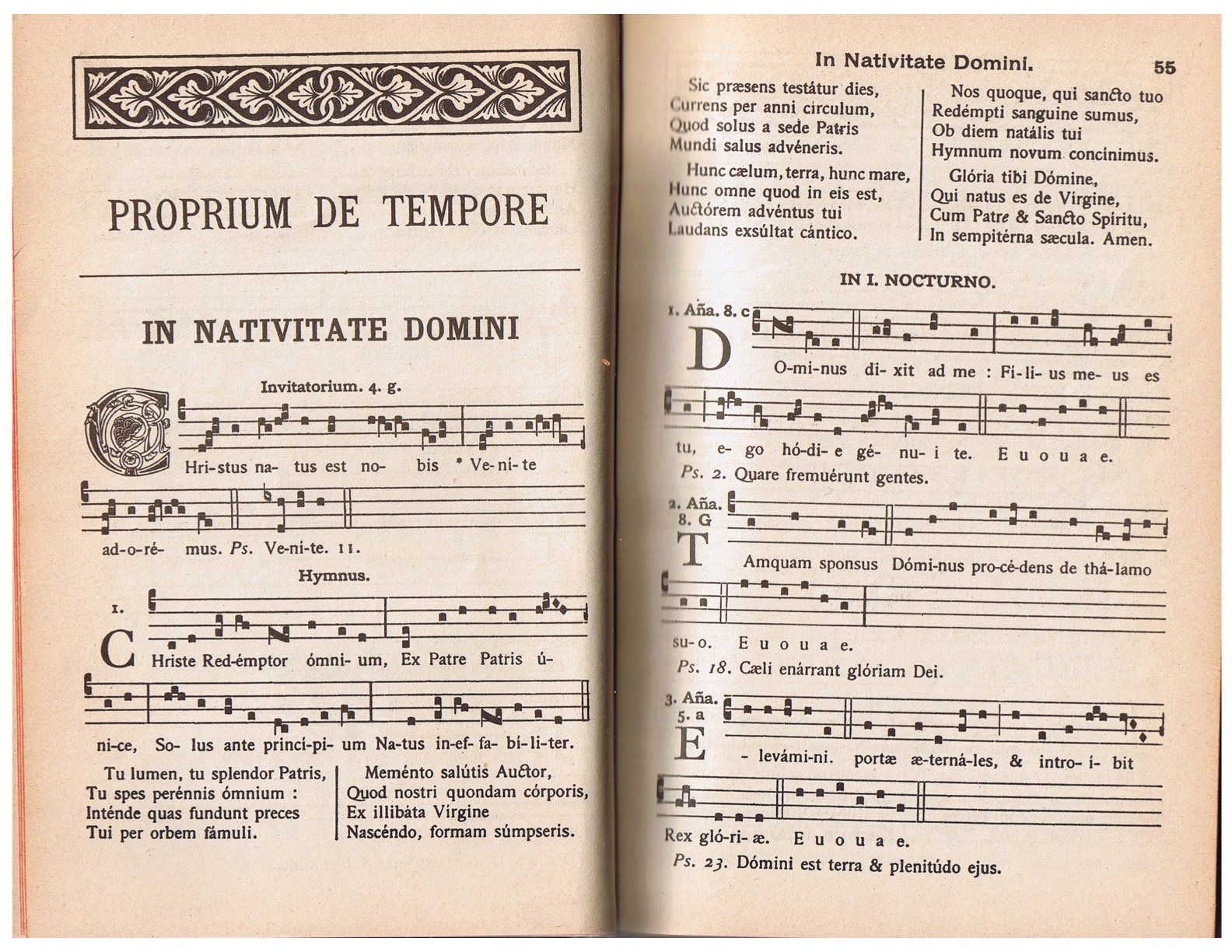
Antifonul Liber responsorium

Un antifon este alcătuit dintr-unul sau mai multe versuri / versete din psalmi (sau propoziții din Sfânta Scriptură), care alternează cu versuri ce conțin ideea principală a acelui psalm. Numele provine din practica tradițională a cântărilor interpretate de două coruri care își răspund unul altuia antifonic.
În practica ortodoxă modernă, un cor sau grup de cantori poate cânta singur întreaga secvență, dar acolo unde sunt două coruri sau cantori alternând aceste imnuri, este necesar ca muzica să fie antifonală. Bisericile bizantine folosesc cântarea antifonică mult mai des decât cele slave.

## Liturghie
Primele trei imnuri ale Sfintei Liturghii sunt cunoscute sub numele de antifoane.
După reforma liturgică din 1838, tradiția greacă (cu excepția Sfântului Munte Athos) a înlocuit vechiul obicei de a cânta versuri din Psalmi și Fericiri cu refrene scurte adresate Maicii Domnului și lui Iisus Hristos. Tradiția rusă continuă să urmeze vechile obiceiuri și înlocuiește antifoanle din Psaltire și de Binecuvântare doar la praznicele mari sau la slujba din timpul săptămânii.
Tradiția veche urmată de bisericile slave este cea respectată la slujbele obișnuite de duminică, adică primele două antifoane sunt luate din Psaltire, Psalmii 102/103 (Binecuvintează, suflete al meu, pe Domnul) și Psalmii 145/146 (Laudă, suflete al meu, pe Domnul). În tradiția bizantină, cel de-al treilea antifon constă de obicei din troparul zilei combinat cu versuri din psalmi, în timp ce în tradiția slavă și românească, cel de-al treilea antifon provine din Fericiri.
În continuarea celui de-al doilea antifon, întotdeauna se cântă un imn al Împăratului Iustinian, Fiule, Unule Născut. Este un imn de mărturisire a dumnezeirii lui Hristos și întruparea, crucificarea și învierea ca a unul din Sfânta Treime pentru mântuirea oamenilor.

## Articole înrudite
- Fericiri
- Tropar

## Antifoane
- Antifon "O Sapientia quae ex ore Altissimi..."ⓘ
- Antifon O Adonai II Great Advent Antifonⓘ
- Fișier:Schola Gregoriana-Antiphona et Magnificat.ogg